# 柱色谱法

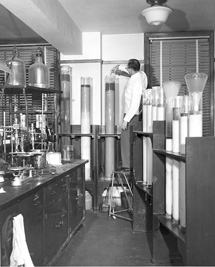
1950年代一名使用柱色谱法的化學家

（又稱為柱层析，俗称过柱子）是一种制备性色谱（Preparative chromatography），在化学中是最为常用的从混合物中分离纯净物的分离方法。不同分子具不同大小、電荷、附著力，這些差異可以幫助分离从毫克到公斤级别的产物。柱色谱的主要优点是相对的低成本和可处理的固定相，选用的固定相可以避免重复利用的交叉污染和固定相的分解。

## 操作

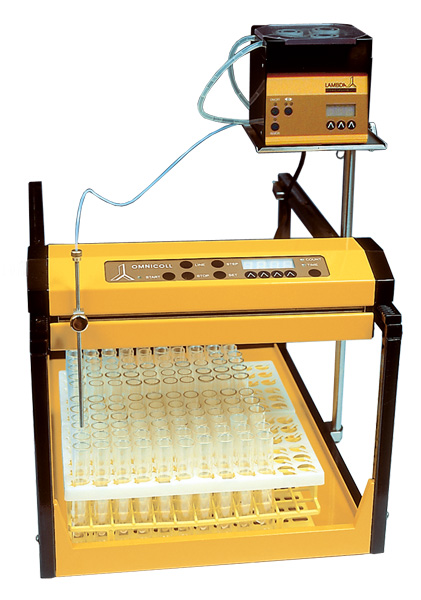
用于柱色谱的自动组分收集器及取样器

常见的制备性色谱柱是直径5mm至50mm的管状玻璃仪器，高5mm至1m，底部有旋塞，柱体底部间通常塞有多孔玻璃块或玻璃纤维以支撑填料。色谱柱的装填主要有两种方法：
- 干法装填。首先往柱体装入干燥的固定相粉末，然后自顶部加入流动相溶剂，冲洗直至整个固定相被溶剂浸没。
- 湿法装填。首先将固定相和流动相溶剂混合制成悬浊液，关闭色谱柱旋塞，柱体竖直，均匀地将悬浊液倒入，注意不能产生气泡。倾倒最好一次完成，否则固定相间断层影响分离效果。等待片刻，固定相沉降，有时用塑胶球轻敲柱体帮助固定相堆积密实。装填完成后顶端自然留有一段溶剂。

固定相装填完毕后，通常在其顶端铺上一小层硅藻土、玻璃纤维或棉花等材料，用来保护固定相顶层的形状不被流体搅乱。将液面调节至固定相顶端以上，硅藻土顶端附近，小心滴加含有待分离物质的溶液。溶剂自柱色谱上口补充，同时打开下旋钮开始洗脱。分离过程中必须保持液面在固定相顶端以上，否则将会出现气泡和裂缝。如果发生干柱，吸附在固定相中的产物可能很难冲洗下来，需拆下使用溶剂溶解，造成时间上的消耗和产物上的损失。由于分离时间通常较长，有时在柱顶加上一溶剂球，或装满溶剂的分液漏斗，以保持液面可以持续高于柱顶一段时间，而不必一直在旁值守。
使用一系列按次序编号的锥形瓶或试管等接收溶剂，由于各组分通过固定相速度的差异，流出时间有差别，于是不同组分被分离到不同编号的容器中。通过旋转蒸发等手段浓缩产物。并且，较长时间的柱色谱分离可能耗费大量溶剂，旋蒸过后的溶剂可拿来重复使用。
对于有色物质的分离，可通过流出序列颜色判断产物位置，然而，多数情况需要借助分析性色谱的方法判断。常用的方法例如取一组流出液点板，进行薄层色谱分析，硅胶板置于紫外灯下，从产物荧光判断组分。

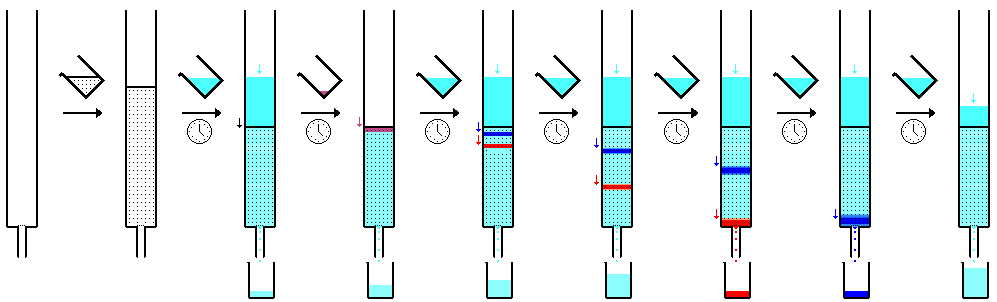
柱色谱法的分离步骤

可同时操作数根色谱柱以提高分离效率，多通道收集器可实现区分不同组分的流出液，其原理为通过紫外-可见分光光度法或荧光光谱监控流出液的组分。已有快速制备色谱仪实现自动化的分离和组分检测。

## 固定相
固定相通常为吸附性的粉末状固体。最常用的固定相是硅胶，其次是氧化铝。过去也有使用纤维素的。除此之外，离子交换色谱法、反相色谱法、亲和色谱法、扩张床吸附也可用于柱色谱。固定相与待分离物质干重之比是一个评估固定相效率的重要参数，对于硅胶，这一比值在20:1到100:1之间，取决于待分离物保留因子的接近程度。

## 流动相
流动相或称洗脱剂，可以是单组份的纯溶剂，但更多情况下选用一定比例的混合溶剂。流动相的选择对柱色谱分离至关重要。溶剂配比或根据文献，自己尝试时则需综合考虑产物和溶剂极性等因素。极性产物能被极性溶剂洗脱，而非极性产物能被非极性溶剂洗脱。常使用薄层色谱法（TLC）测试各组分的保留因子，以确定固定相溶剂种类和配比。通常，保留因子在0.2至0.3之间较为合适，平衡了分离效率和溶剂消耗量。
流动相的流出速率影响分离的效果。较快的速率能缩短实验时间，并且减少扩散，因而使得分离效果更好。然而流速也不是越快越好，因为固定相和流动相之间平衡需要时间。范第姆特方程对影响分离效果几种主要因素进行了总结，根据此方程，流速当有一最优值。简单的柱色谱利用重力驱动洗脱，调节旋钮减慢流速，或者在柱顶加上溶剂球增加压力加快流速。需要更快的流速时，可使柱顶与泵或压缩气体（例如空气、氮、氩）相通，在液面以上加压，这种方法称为快速柱色谱（flash column chromatography）。
快速柱层析中的固定相粒径較 平時做管柱層析時所使用的顆粒 小。前者最常用的粒径为230 – 400目 (40 – 63 µm)，而后者通常为70 – 230目(63 – 200 µm)。

## 自动化系统

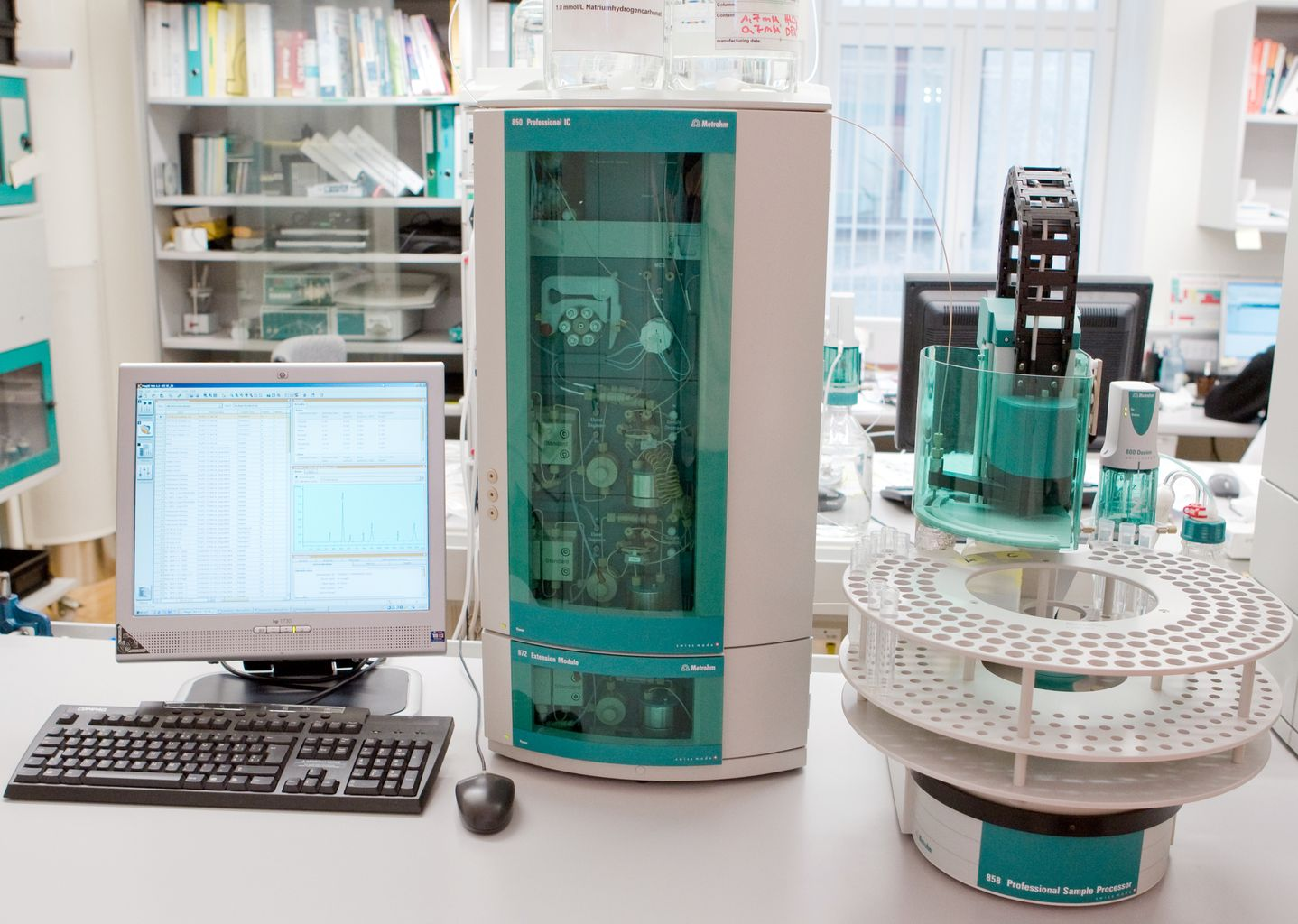
一台自动化离子色谱仪

柱色谱是化学实验室中极为耗时的步骤，以至于成为实验室工作的效率瓶颈。基于此现状，很多实验室仪器制造商，包括Biotage、Buchi、Interchim和Teledyne Isco等公司已经开发了自动化的快速柱色谱系统，称为LPLC（low pressure liquid chromatography，低压液相色谱仪，工作压力350—525 kPa或50.8—76.1 psi），以期人力投入的最小化。LPLC通常含有更昂贵的高效液相色谱（HPLC）的组件，包括梯度泵，样品注入端口，UV检测器和馏分收集器。LPLC可分离毫克至千克级的产物，对于原本需要HPLC多次进样的情况提供更廉价的解决方案。